# Ewa Cieślar
Ewa Cieślar (ur. 1955 w Wiśle) – siostra diakonisa i przełożona żeńskiego Diakonatu Kościoła Ewangelicko-Augsburskiego "Eben-Ezer" w Dzięgielowie koło Cieszyna.
Do diakonatu zgłosiła się w 1970 r. 9 września 1973 r., otrzymała strój siostry diakonisy i została "czepkowana". Następnie od 1977 r., przez kolejnych 6 lat pracowała w charakterze pielęgniarki w Ewangelickim Domu Opieki "Tabita" w podwarszawski Konstancinie. Święcenia na diakonisę otrzymała 11 maja 1980 r., w kościele Jezusowym w Cieszynie z rąk bp. Janusza Narzyńskiego. Od 1983 r., zajmowała się szkoleniem uczennic, a w 1992 r., Rada Sióstr powierzyła jej stanowisko Kierowniczki Nowicjatu. 
W 2009 r. została wybrana przez Radę Sióstr przełożoną jedynego w Polsce Diakonatu ewangelickiego "Eben - Ezer", założonego przez ks. Karola Kulisza. Zastąpiła Lidię Gotschalk, która kierowała diakonatem przez 28 lat.